# Ляшенко Ганна Іванівна
Ганна Іванівна Ляшенко (нар. 1946, село Малохатка, тепер Старобільського району Луганської області) — українська радянська діячка, доярка, майстер машинного доїння радгоспу імені Артема Старобільського району Луганської області. Депутат Верховної Ради СРСР 9—10-го скликань.

## Біографія
Народилася в багатодітній селянській родині. У 1960 році закінчила сім класів школи села Малохатки Старобільського району Ворошиловградської області.
З 1960 року — доярка, майстер машинного доїння радгоспу імені Артема села Малохатка Старобільського району Луганської (Ворошиловградської) області.
Освіта середня спеціальна. Закінчила заочне відділення Старобільського радгоспу-технікуму.

## Нагороди
- медалі